# Dorota Nvotová
Dorota Feťačka Nvotová (Považská Bystrica, 27 ottobre 1982) è una cantautrice e attrice slovacca.

## Filmografia
- Orbis Pictus, regia di Martin Sulík (1997)

- Krajinka, regia di Martin Sulík (2000)
- Perníková věž, regia di Milan Steindler (2002)
- Děvčátko, regia di Benjamin Tuček (2002)
- O život, regia di Milan Steindler (2008)
- Muzika, regia di Juraj Nvota (2008)
- Il caso dell'infedele Klara, regia di Roberto Faenza (2009)
- Mŕtvola musí zomrieť, regia di Jozef Pastéka (2011)
- The Confidant, regia di Juraj Nvota (2012)
- Dežo Ursiny 70, regia di Matej Benes e Maros Slapeta (2018)

## Discografia
- 2002: Overground
- 2004: Solo CD
- 2008: Sila vzlyku
- 2012: Just!